# Altes Stadtarchiv (Heilbronn)

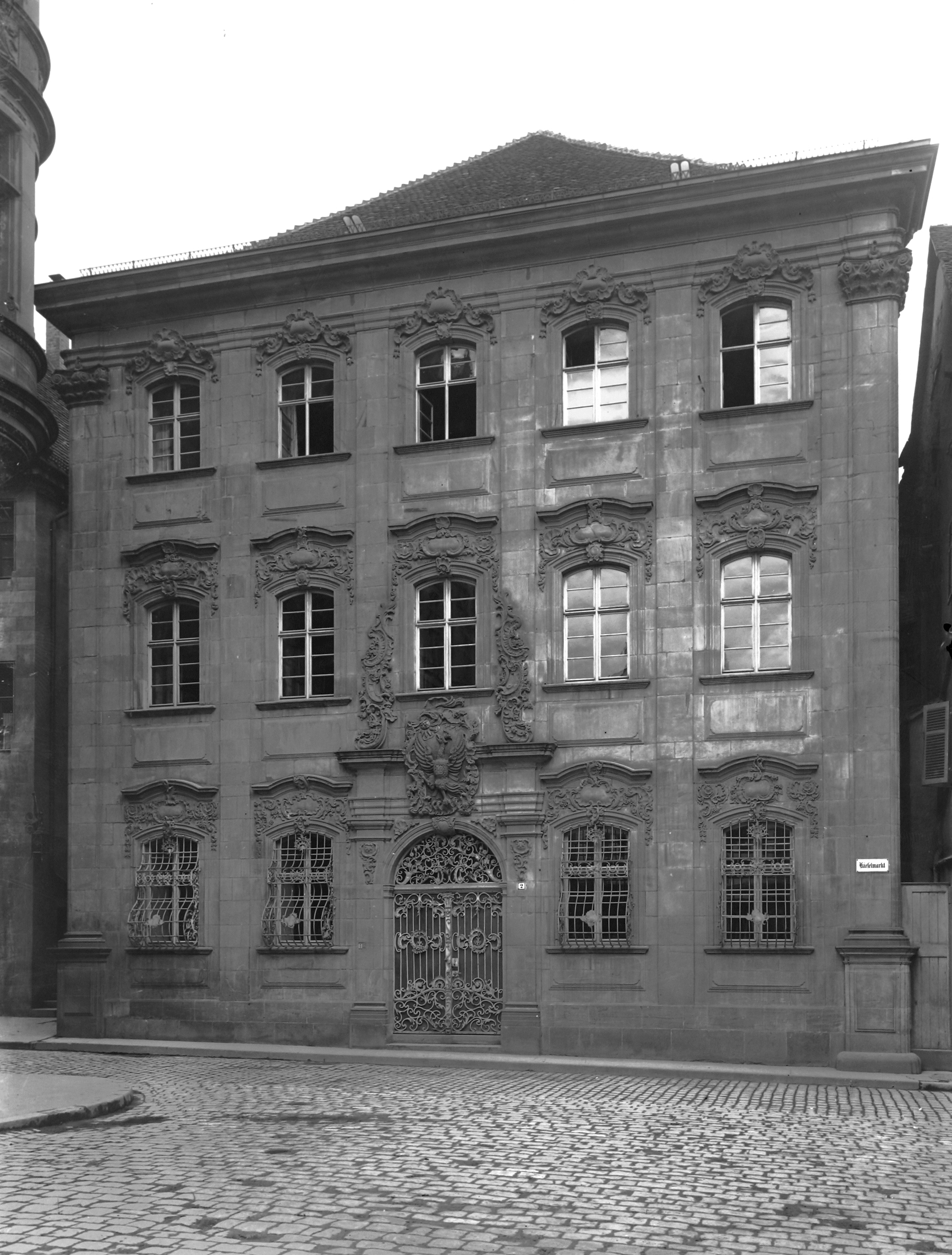
Das Archivgebäude im Jahr 1910

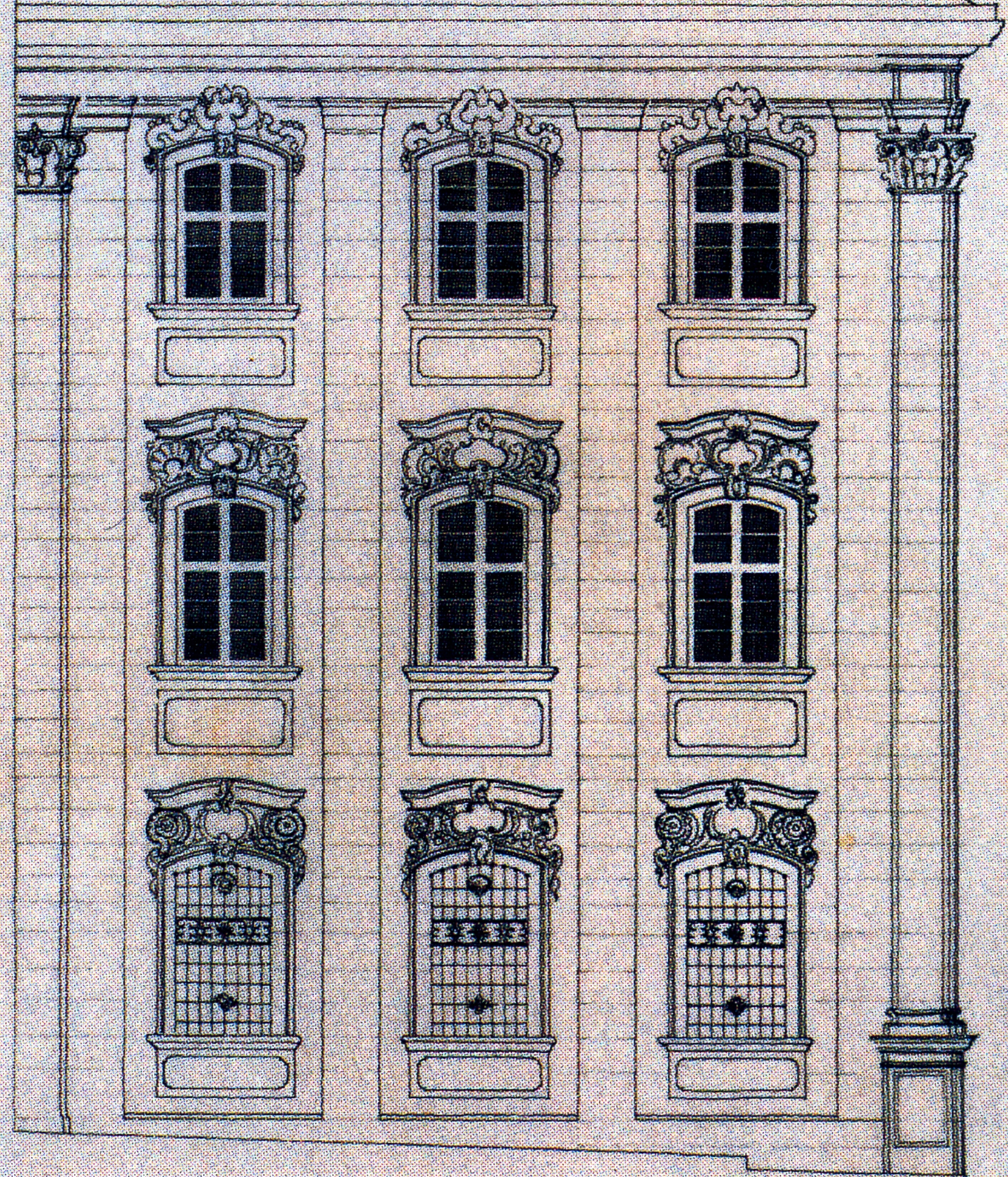
Johann Christoph Keller (* 1732 in Winnenden; † 1801), Entwurf für die Südfassade

Das Alte Stadtarchivgebäude in Heilbronn am Kieselmarkt wurde 1765 erbaut und
bei dem Luftangriff vom 4. Dezember 1944 im Zweiten Weltkrieg zerstört. Es zählte nach Eberhard Gossenberger in seiner Arbeit Über die Heilbronner Profanbauten des 18. Jahrhunderts als der „schönste Profanbau Heilbronns“. Die Ruine wird heute als Ehrenhalle genutzt.

## Geschichte
Schon seit 1750 hatten die Archivari der Stadt über die schlechte Unterbringung der Akten geklagt; am 13. März 1764 wurde schließlich über das Bedürfnis eines Archivneubaus im Heilbronner Stadtrat gesprochen. So erhielten die Senatoren Roßkampff und Schübler den Auftrag „den Augenschein einzunehmen“, sie sollten den Zustand der Akten einsehen. Diese befanden sich in einem desolaten Zustand. Deswegen wurde kurz darauf der Neubau beschlossen. Der Oberbaumeister Senator von Roßkampff wurde mit der Bauleitung beauftragt. Dieser plante:

„Es könnte daselbst ein zweistöckiges steinernes Gebäu errichtet und zwei Gewölbe aufeinander gestrengt werden, man könnte auch genugsam Hellung und Luft dahin bringen, es würde solches von dem Maurer und dem Zimmermann etwa gegen 4500 Gulden kosten.“

Im März 1765 legte er Aufriss und Schätzung vom Maurer mit 3428 Gulden 20 Kreutzer und vom Zimmermann mit 962 Gulden 54 Kreutzer für das Archiv vor. Zuerst war geplant, den sog. Komödiantensaal umzubauen. Der „Commoediantensaal“ war ein als Theater eingerichteter Saal im Rathaus. Aufgrund mangelhafter Lichtverhältnisse plante jedoch Roßkampff das Gebäude auf dem Sandhof am Kieselmarkt zu erbauen. Bereits Ende April 1765 wurde mit dem Maurermeister Johann Christoph Keller ein Accord in Hohe von 1244 Gulden und 54 Kreutzer geschlossen. Am 25. Mai 1765 wurde in einem Festakt der Grundstein gelegt. Im Grundstein wurde eine aus Zinn geschaffene Platte mit Inschrift gelegt. Diese lautete:

„Mit dem Willen des allerhöchsten und besten Schöpfers, unter dem Kaiser Franz I. und unter Joseph II. dem König der Deutschen, liess, nachdem der süsse Friede über den ganzen Erdkreis wieder hergestellt war, der Senat von Heilbronn dieses Gebäude errichten, zur Aufbewahrung des bürgerlichen Schatzes, nicht eines goldenen oder silbernen, der leicht einem Feind zu Beute werden könnte, sondern der geheimen Dokumente der Bürgerschaft und der Begebenheiten, damit die Nachkommen ruhige Kenntnis von den früheren Begebenheiten nehmen könnten und die frühere Zeit eine Lehrmeisterin sei für die folgende, indem sie die Vergangenheit zurückbringt. Dieser Grundstein wurde errichtet an dem gesegneten Tag des 25. Mai des Jahres 1765 nach der Erlösung der Welt. Gib und schaffe es guter Gott, dass erst der Einsturz des gesamten Weltalls diesen Bau vernichte.“

Nachdem Roßkampff die Leitung des Bauamts an den Senator Schübler abgegeben hatte, führte dieser den Bau nach Entwürfen Roßkampffs aus. Ende August 1765 schloss Baumeister Schübler mit dem Zimmermeister Bernhard Theodor Hofacker einen „Accord zu 151 Stämm, den Stamm zu 45 Kreutzer samt den Spähnen zu bearbeiten.“ Weiter wirkten andere Künstler mit, wie der Kunstmaler J. Baptist Feratini (Giovanni Battista Ferrandini), der 1748 in der Martinskirche in Sontheim drei Fresken und die Deckengemälde der ehemaligen Kirche zu Güglingen geschaffen hatte. Weiter der berühmte Esslinger Kunstmaler J. E. Ihle und der Kunstschlosser Späth.

## Architektur und Einrichtung

### Außenarchitektur
Mit einem fast quadratischen Grundriss bildete der Bau ursprünglich die Nordostecke des im späten 16. Jahrhundert zu einer vierflügeligen, einen Innenhof umschließenden Anlage erweiterten Rathauskomplexes. Der dreigeschossige Bau wurde aus regionaltypischem hellgelbem Sandstein errichtet. Die Hauptwirkung lag bis zur Zerstörung der Stadt auf der Ostfassade, die nach dem Kieselmarkt ausgerichtet war. Die – heute freigelegte – Südfassade zeigt drei Achsen und hat dieselbe Gestaltung wie die Ostfassade. Das mit Biberschwanz eingedeckte Satteldach war nach der Ostfront abgewalmt und ohne jeden Aufbau. Die heute noch bestehende Ostfassade ist in fünf Achsen unterteilt und zeigt eine aufwändige Gliederung. Schlanke Eckpilaster mit korinthisierenden Kapitellen gliedern diese. Die Pilaster stehen auf hohen fein detaillierten Postamenten und tragen das reich profilierte Gebälk. Schmale, wenig vorspringende Lisenen stützen den Architrav. Den Mittelpunkt der Fassade bildete das Portal der Mittelachse. Das Portal umfasste eine – inzwischen verlorengegangene – schmiedeeiserne Eingangstüre, die eine aufwändige Leistung des Kunstschlossers Späth war. Alle Fenster zeigen auch heute noch eine flachprofilierte Umrahmung und einen stichbogigen Sturz. Unter der Fensterbank zeigen diese eine mit zarten Profilen umrahmte Brüstung. Die Fenster im Erdgeschoss waren mit aufwändig verzierten, schön ausgebauchten Gittern ausgestattet, auch eine Arbeit des Kunstschlossers Späth. Die übrigen Fenster zeigen eine gebrochene Bogenverdachung und zwischen Sturz und Verdachung mit Rocaille geschmückte Kartuschen. Über den Fensterstürzen des zweiten Obergeschosses sind auch Kartuschen angebracht worden. Kartuschen wurden mit eisernen Klammern vor dem Architrav angehängt. Bemerkenswert ist das mit Rocaille geschmückte Stadtwappen über dem Portal – dort „…ein gekrönter schwarzer Adler, der im Bustschild die Buchstaben „HB“ trägt, in goldenem Feld, in das von (heraldisch) rechts die Sonne hereinstrahlt…“.

Fassade
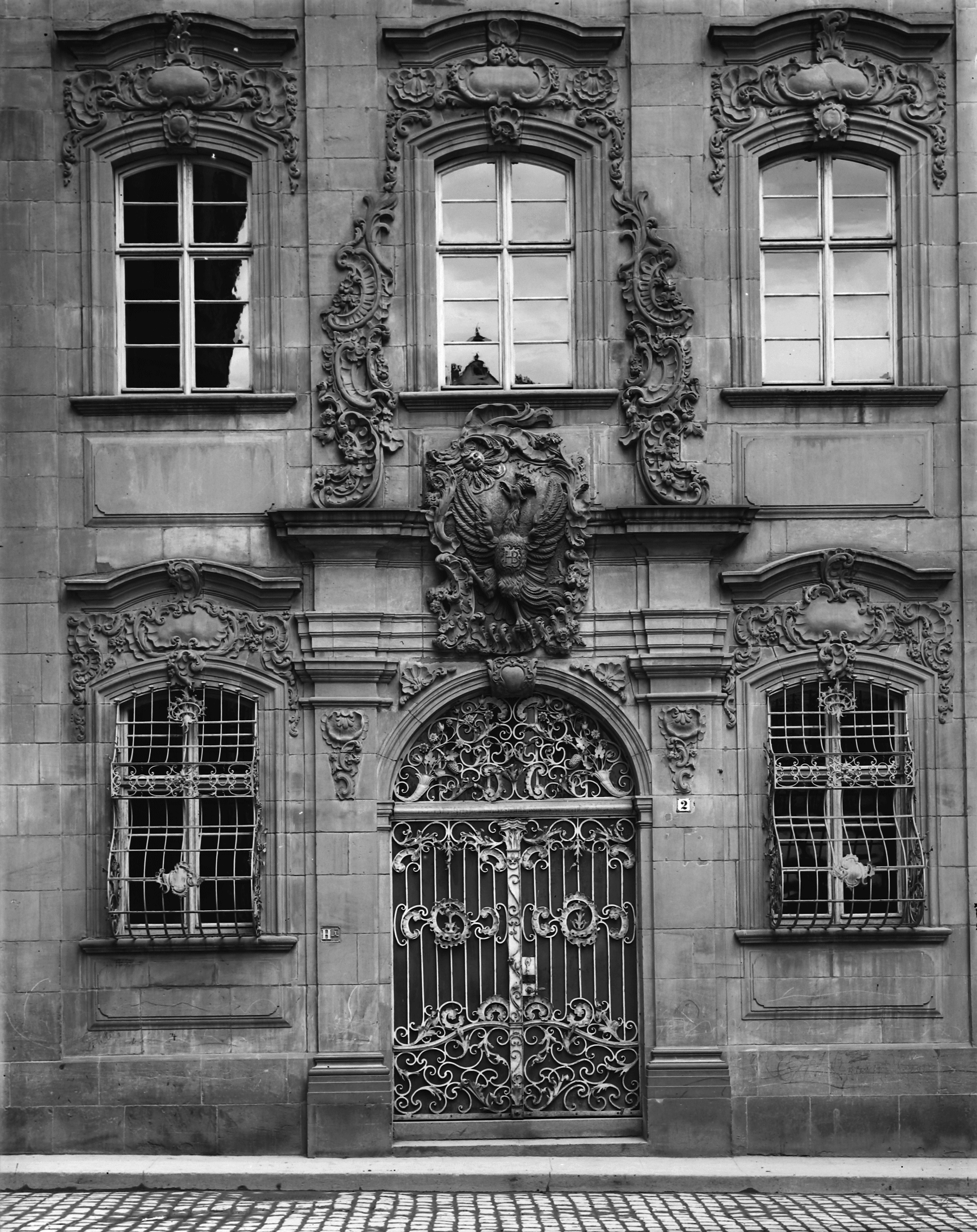
Fassade zum Kieselmarkt
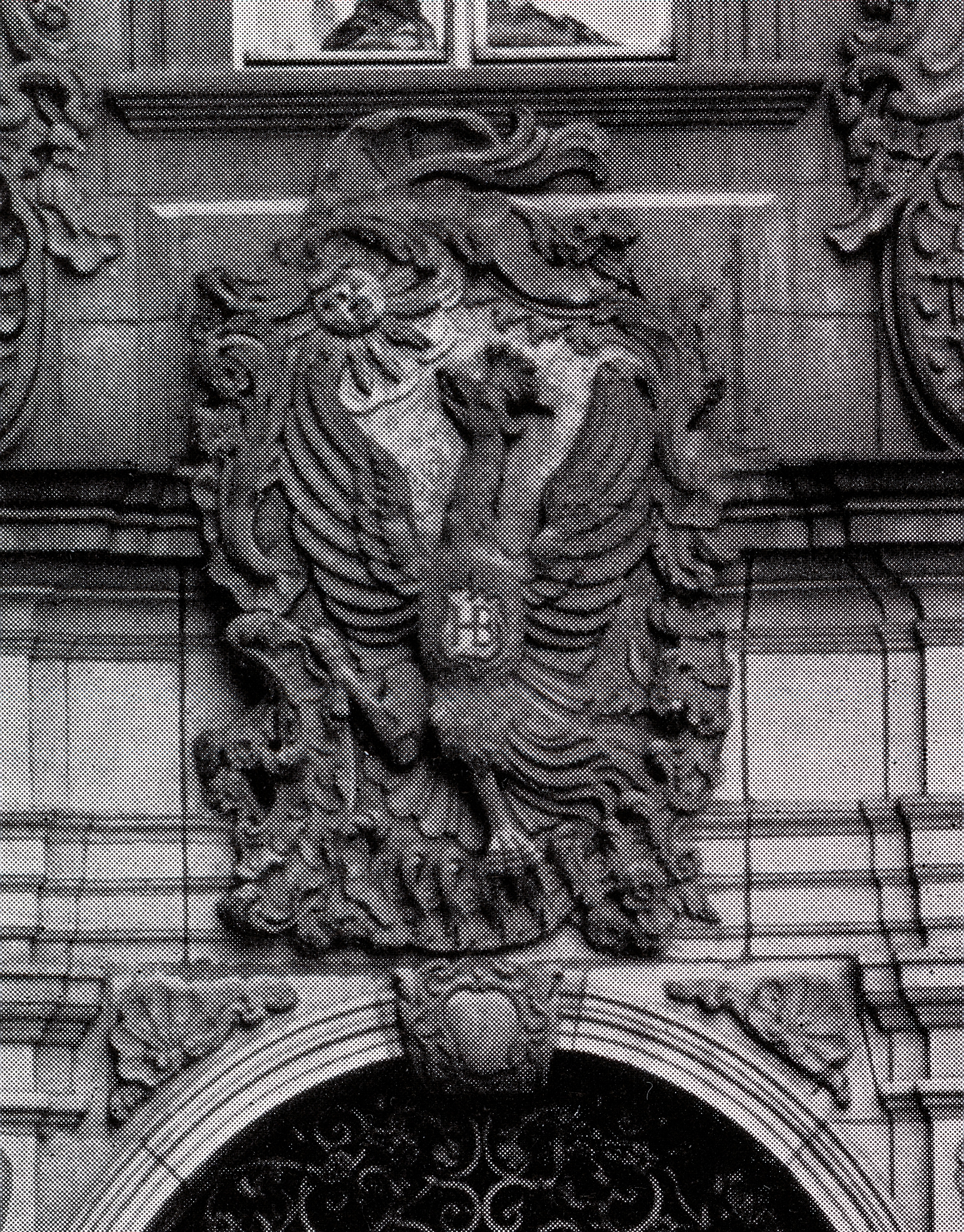
Wappen

### Innenarchitektur
Sowohl das Erdgeschoss als auch das erste Obergeschoss des dreigeschossigen Hauses umfassten bis zur Zerstörung jeweils einen einzigen überwölbten Raum. Vier Sandsteinpfeiler stützten das Gewölbe. Als Krönung der Sandsteinpfeiler-Kapitelle waren Reliefs von Vasen in Stuck angebracht. Das zweite Obergeschoss enthielt vier an einem mittleren Gang befindliche Räume. Vom Haupteingang im Erdgeschoss aus führte ein Gang, der zwei Stufen tiefer lag als der übrige Fußboden, durch das mittlere schmale Gewölbe und durch eine schwere Eisentüre zum Treppenhaus. In das geräumige Treppenhaus war eine dreiarmige, gegenläufige Treppe eingebaut. Diese hatte eine Laufbreite von 1,55 Meter und bestand vom Erdgeschoss bis zum ersten Obergeschoss aus Sandstein, nach dem zweiten Obergeschoss aus Eichenholz. Auf der inneren Wange der Treppe zog sich bis zum oberen Podest ein aufwändig gearbeitetes schmiedeeisernes Geländer hin. Neben dem Treppenhaus befand sich in jedem Geschoss eine Vorhalle mit Nebeneingang. Treppenhaus und Vorhallen waren durch eine Rundbogenöffnung zu den Treppenpodesten hin miteinander verbunden. In Höhe des oberen Fußbodens waren – entsprechend den Pfeilern nach der Vorhalle – im Treppenhaus ringsherum glatte, wenig vorspringende Pilaster ausgekragt. Auf den Eckpilastern befanden sich kniende und sitzende Putten, die anderen Pilaster waren oben mit Vasen als Relief geschmückt. Den oberen Abschluss des Treppenhauses bildete ein flaches Stichkappengewölbe mit einem Fresko in einem länglichen Feld in der Gewölbemitte. Die Gewölberippen waren mit reichem Kartuschenwerk und Rocaille geschmückt. Die Türen vom Treppenpodest nach den Archivräumen zeigten über dem Sturz große Kartuschen mit aufwändiger Rocaille. Im ersten Obergeschoss war links neben der Türe – als Pendant zu dem Halbpfeiler rechts – ein Pilaster angeordnet. Auf dessen Kapitell befand sich eine in Stuck ausgeführte „magere Engelsgestalt mit wallendem Bart und Sense“, die Figur des Sensenmannes. Die Vorhallen, die nach dem Treppenhaus durch Steinbalustraden abgeschlossen waren, zeigten Flachdecken mit Hohlkehlen, in den Ecken Kartuschen mit aufwändiger Rocaille.

## Kunstgeschichtliche Bedeutung
Joachim Hennze ordnet den Bau stilistisch dem Rokoko zu. Vorbilder hierfür befinden sich nach Hennze in Bamberg, Würzburg oder Dinkelsbühl. Auch Eberhard Gossenberg rechnet das Gebäude dem Rokoko zu – im äußeren Erscheinungsbild hätte der Bau „alle Reize und den Charakter des echten Rokoko“. Es sei laut Gossenberg „wohl der schönste Profanbau Heilbronns“.